# Conops theryi
Conops theryi är en tvåvingeart som beskrevs av Seguy 1928. Conops theryi ingår i släktet Conops och familjen stekelflugor.
Artens utbredningsområde är Marocko. Inga underarter finns listade i Catalogue of Life.